# International Masters Publishers
IMP, International Masters Publishers AB, Malmö, är ett internationellt företag som sedan 1972 har nått över 100 miljoner kunder i över 35 länder.
IMP utvecklade och marknadsförde direkt till kund redaktionella samlarprodukter inom ett flertal intresseområden, t.ex. matlagning, djur & natur, blommor & trädgård, klassisk musik, hem & hobby och hälsa. Koncernens tidigare grafiska verksamhet är enligt årsredovisningen 2014/2015 i dotterbolaget IMP Nordic AB avslutad. 
Huvudkontoret ligger på Ångbåtsbron i Malmö, staden där företaget också grundades 1972. IMP omsatte cirka 540 miljoner kronor (2016/2017) och har cirka 430 anställda varav 250 i Sverige. Koncernen rörelser drivs framför allt genom dotterbolaget Cydonia Development AB. 

## Produkter
Bolaget säljer själv inga produkter och tjänster utan dessa marknadsförs genom produktbolag som Stabenfeldt, Fleur de Santé, Fyrklövern och NE Nationalencyklopedin AB.

## Övrigt
IMP är moderbolag till Cydonia Development, där Nationalencyklopedin, Stabenfeldt, Fleur de Santé, Fyrklövern och Postpac ingår.

## Källhänvisningar
1. ↑  ”allabolag.se - Företagsinformation om alla Sveriges bolag”. www.allabolag.se. https://www.allabolag.se/. Läst 16 januari 2019.